# C'était hier (film)
 (octobre 2010).
Si vous disposez d'ouvrages ou d'articles de référence ou si vous connaissez des sites web de qualité traitant du thème abordé ici, merci de compléter l'article en donnant les références utiles à sa vérifiabilité et en les liant à la section « Notes et références ».
Pour plus de détails, voir Fiche technique et Distribution.
C'était hier est un film documentaire suisse réalisé par Jacqueline Veuve, sorti en 2010.

## Synopsis
Le film prend comme point de départ le passage du Tour de Suisse à Lucens, petit village du canton de Vaud en 1937. Le grand-père de la réalisatrice y possédait une usine de taille de pierres fines. Produits destinés à l'horlogerie et l'armement. Une seule usine perdure aujourd'hui dans le village. Une évocation d'une époque révolue à partir d'images d'archives et d'entretiens : photographies des spectateurs, attendant le passage des coureurs. Le sujet du film n'est pas vraiment le cyclisme, mais plutôt les témoignages de ces spectateurs et de leurs descendants. Ouvriers, domestiques, patrons racontent l'histoire d'un village. Le monde ouvrier présenté dans sa diversité, des parcours de vie souvent marqués par la pauvreté, les choix impossibles. La crise économique de 1936 laissa des traces dans ces vies, marquées par la dureté des relations de travail, à peine imaginables aujourd'hui. Une Suisse bien loin des clichés sur la prospérité. On y voit un monde ouvrier avec de faibles marges de liberté, à la recherche d'une dignité malgré des salaires de misère.

## Fiche technique
- Titre : C'était hier
- Réalisation : Jacqueline Veuve
- Scénario : Jacqueline Veuve
- Photographie : Steff Bossert et Peter Guyer
- Montage : Janine Waeber
- Production : Florence Adam et Matthieu Henchoz
- Société de production : Les Productions JMH
- Pays :  Suisse
- Genre : Documentaire
- Durée : 90 minutes
- Date de sortie : 
  - Suisse : 6 août 2010 Festival du film de Locarno